# Chris Turner
Christopher Wan Turner, mais conhecido como Chris Turner (23 de março de 1969), é um ex-jogador profissional de beisebol norte-americano.

## Carreira
Chris Turner foi campeão da World Series 2000 jogando pelo New York Yankees. Na série de partidas decisiva, sua equipe venceu o New York Mets por 4 jogos a 1.